# Jerzy Aleksander Splitt
Jerzy Aleksander Splitt (ur. 11 lipca 1957 w Złotowie, zm. 20 lutego 2022 w Kaliszu) – polski historyk, archeolog, muzealnik, badacz i popularyzator historii Kalisza i regionu.

## Działalność zawodowa
Absolwent archeologii na Wydziale Historycznym Uniwersytetu im. Adama Mickiewicza w Poznaniu.
Od 1982 roku związany z Muzeum Okręgowym Ziemi Kaliskiej, w którym pełnił w latach 1997–2015 funkcję dyrektora. W tym czasie był również autorem lub współautorem ponad 60 wystaw muzealnych o historii Kalisza i południowej Wielkopolski.
Prowadził liczne archeologiczne prace wykopaliskowe, m.in. w Pacanowicach, Raszewach i Bieganinie koło Pleszewa. Interesował się zagadnieniami związanymi z kulturą łużycką.
Brał udział budowie skansenu na terenie rezerwatu archeologicznego na kaliskim Zawodziu. Organizowano tam dzięki jego wsparciu Jarmarki Archeologiczne, Biesiady Piastowskie, a także „Niedziele u Niechciców” w pobliskim Russowie. Był współinicjatorem cyklu przedsięwzięć muzealnych i widowisk plenerowych oraz dwóch filmów pod wspólnym tytułem „Wyprawa po bursztyn” przygotowanych w ramach jubileuszu „18,5 wieków Kalisza” (2010).
Autor przeważającej części tekstów rozbudowanego serwisu internetowego „Dawny Kalisz".

## Działalność społeczna
Radny pierwszej kadencji Rady Miejskiej Kalisza w latach 1990–1994 i członek Zarządu Miasta 1993–1994.
W latach 1998–2001 był wiceprezesem, a w latach 2002–2010 członkiem Zarządu Okręgu Kaliskiego Polskiego Związku Filatelistów. Był przewodniczącym Komisji Historyczno-Badawczej Okręgu oraz członkiem Klubu „Św. Gabriel”.
Był też członkiem m.in. Towarzystwa Miłośników Kalisza, Kaliskiego Towarzystwa Przyjaciół Nauk (jako członek założyciel), Oddziału Polskiego Towarzystwa Turystyczno-Krajoznawczego, Polskiego Towarzystwa Historycznego Oddział w Kaliszu, Polskiego Stowarzyszenia Archeologów Polskich Oddział w Poznaniu.

## Nagrody i odznaczenia
- 2000 – Medal 50-lecia Polskiego Związku Filatelistów
- 2002 – Medal za Zasługi dla Rozwoju Publikacji Filatelistycznych
- 2005 – Złota Odznaka Honorowa PZF
- 2010 – Medal 60-lecia Polskiego Związku Filatelistów[1]
- 2021 – Odznaka Honorowa Miasta Kalisza[6]
- 2022 – Honorowe Obywatelstwo Miasta Kalisza[7]

## Wybrane publikacje[8]
- Zarys dziejów miasta [Kalisza] : od 1233 do końca XV wieku. Wyd. Towarzystwo Miłośników Kalisza, 1984.
- Mikstat : opowieść o mieście białej lilii i świętego Rocha : dzieje miasta do 1945 roku. Wyd. ZUP “Dangraf,”, 2016.
- Opowieść o kaliskich reformatach i ich dniu codziennym. Wyd. Zgromadzenie Sióstr Najświętszej Rodziny z Nazaretu, 2018.
- Gdy dymy opadły... : Kalisz w latach Wielkiej Wojny (1914-1918). Wyd. Muzeum Okręgowe Ziemi Kaliskiej, 2014.
- Świt średniowiecznego Ostrowa. Wyd. Muzeum Miasta Ostrowa Wielkopolskiego, 1996.
- Kalisz poprzez wieki (współautor Krystyna Dobak-Splitt). Wyd. Towarzystwo Miłośników Kalisza, 1988.
- Świt średniowiecznego Ostrowa (współautor Anna Narewska). Wyd. Muzeum Miasta Ostrowa Wielkopolskiego, 1996.
- Pradzieje i wczesne średniowiecze regionu kaliskiego (współautorzy Tadeusz Baranowski, Edward Pudełko). Wyd. Muzeum Miasta Ostrowa Wielkopolskiego, 2003.
- Poczta w Kaliszu : dzieje poczty kaliskiej do 1918 roku na tle historii poczty polskiej (współautor Roman Matusiak). Wyd. Muzeum Okręgowe Ziemi Kaliskiej, 2001.
- Prasłowianie i Słowianie w Pleszewskiem (współautor Edward Pudełko). Wyd. Pleszewskie Towarzystwo Kulturalne, Muzeum Regionalne w Pleszewie, 1987.
- Społeczeństwa pradziejowe w kaliskiem : (od XV wieku p.n.e. do IV wieku n.e.) w świetle najnowszych badań (współautorzy Edward Pudełko i Leszek Ziąbka). Wyd. Muzeum Okręgowe Ziemi Kaliskiej, 1990.
- Kalisz między wojnami : opowieść o życiu miasta 1918-1939 (współautorzy Tomasz Chebba i Władysław Kwiatkowski). Wyd. Księży Młyn Dom Wydawniczy Michał Koliński, 2013.
- Kościół i klasztor OO. Franciszkanów w Kaliszu (współautor Krystyna Dobak-Splitt). Wyd. Muzeum Okręgowe Ziemi Kaliskiej. Kalisz, 1998[9].